# Krigsåret 1931

## Pågående krig
- Kinesiska inbördeskriget (1927-1949)
  - Republiken Kina på ena sidan
  - Kinas kommunistiska parti på andra sidan

## Händelser

### September
- 18 - Mukdenincidenten tas som förevändning av Japan att ockupera den kinesiska provinsen Manchuriet.